# Festa di sant'Agata
La festa de santa Àgata (en italià, festa di sant'Agata) és el festival religiós més important de Catània. Se celebra en honor de la patrona de la ciutat, i és una de les festes religioses catòliques més seguides en nombre de persones involucrades i que atrau. Es duu a terme cada any del 3 al 5 de febrer, el 12 de febrer i el 17 d'agost. L'aniversari de febrer està lligat al martiri de santa Àgata, mentre que la data d'agost recorda el retorn a Catània de les seves despulles, després que fossin robades i portades a Constantinoble pel general romà d'Orient Jordi Maniaces com a botí de guerra i on van romandre 86 anys. Del 3 al 5 de febrer, més d'un milió de fidels i turistes arriben a Catània.